# Paolo Castellini
Paolo Castellini (Brescia, 25 de março de 1979) é um futebolista italiano que atualmente joga no Brescia.